# チューチューロケット!
『チューチューロケット』はソニックチームが開発しセガから発売された対戦型アクションパズルゲームである。セガの新入社員に研修期間に与えられる「研修生のみで担当分けをしてゲームを作る」という課題の中で生まれた作品である。

## ルール
- 画面上には「チューチュー（ネズミ）」や「カプカプ（ねこ）」が出現するハッチと、各プレイヤーがチューチューを集めるためのロケットが配置されている。
- プレイヤーは床に矢印パネルを置き、チューチューやカプカプの移動を制御することができる。置いたパネルは2回までカプカプを押し返すことができる。
- チューチューやカプカプは基本的に直進するが、壁に当たった場合は右手方向へ、矢印パネルを踏んだ場合はその方向へ進行方向を変える。
- ロケットにチューチューが入るとポイントになり、カプカプが入るとポイントが減点される。
- たまに「?」マーク付きのルーレットネズミや、1匹収容するだけで50匹となるボーナスネズミがいる。
- ルーレットはチューチューが大量発生する「チューチューフィーバー!」やカプカプが大量発生する「ねこフィーバー!」などの効果がある。
- 一定時間内に一番多くのネズミを収容したプレイヤーの勝利。

### パズルモード
また、本作にはパズルモードと呼ばれる、以下のルールのパズルも収録されている。
- フィールド上にチューチューやカプカプがあらかじめ配置されており、プレイヤーにはいくつかの矢印パネルが与えられている。
- プレイヤーは矢印パネルを配置し、チューチューを全てロケットに導くのが目的。
- 矢印パネルを全て配置してからチューチューたちを動かす。配置が完了し指示を出すまで動かず、動いている間にリアルタイムで手元に残っていた矢印を配置することはできない。
- チューチューが1匹でも穴に落ちたりカプカプに食べられたり、カプカプがロケットに入ってしまうと失敗で最初からやり直しとなる。全てのチューチューがロケットに入れば成功。

パズルモードには100問のパズルが収録されているほか、プレイヤーが自分で問題を作成することもできる。ドリームキャスト版ではネットワーク上に問題がアップロードされ、これをダウンロードすることでユーザー独自のステージをプレイできる。ゲームボーイアドバンス版では全世界のユーザーがドリームキャスト版で作成した中から選ばれた2500問の問題が収録されている。ショックウェーブ版では、製品版100面+ユーザーパズル625面で、2003年までは、ダウンロードコーナーで配信されていた。ユーザーによるステージの中には、見た目や動きの面白さを狙ったものも多く、矢印パネルが1つも用意されていない、または用意されているが何も置かなくてもクリアになるステージも存在する。

## 開発
前述の通り、本作はもともと「研修生のみで担当分けをしてゲームを作る」というセガの新入社員の研修の課題として生み出された。開発者の一人である森本兼次郎はセガの公式サイトのひとつである「SONIC CHANNEL」のインタビューの中で、一番楽しかったこととして本作のパズルステージの制作を挙げており、その理由としてルールが明確であるため企画の意図を短期間でストレートに反映させられるため、様々な遊びを込められたと説明している。一方、キャラクターデザインを手掛けた川村幸子は「SONIC CHANNEL」による別のインタビューの中で、良いアイデアが出ずに苦労したことを明かしている。また、川村は斬新なシルエットを重視するために平面を前提としたデザインにしてしまった結果、3DCGでモデリングする際に苦労してしまったと振り返っている。

## その他
- ゲームボーイアドバンス版には、全2500問のパズルを解くと1度だけ「秘密のパスワード」が現れ、そのメッセージをソニックチームに送ると「オーランド（フロリダ）4泊6日の旅」が抽選で当たる企画があった。キャッチコピーは「チューチューロケット!のパズルを解いて本物のロケットを見に行こう!!」だった。
- DC版のみ、チャレンジモードをすべてクリアするとソニックシリーズのチャオ、パズルを全てクリアするとナイツのピアンが出現する。
- DC版とGBA版との差異は、上記のピアンとチャオの登場の他に、パズルの内容が一部変更され、また対戦モードが変更になっている点である。
- GBA版は2006年1月26日にソニックアドバンスとの2in1ソフト『ダブルパック ソニックアドバンス&チューチューロケット!』として発売された。
- セガのサイト上にショックウェーブ版（パズルモードのみ）が公開されていた（現在は終了）。
- 2004年11月11日発売のPlayStation 2（EyeToy専用）ソフト『セガ スーパースターズ』にミニゲームが収録された。
- iOS版はパズルモード145面とバトルモード（BluetoothおよびWi-Fi）を収録。iPad版は1台のiPadに4画面分を同時に表示しての対戦プレイが可能。
- Android版はパズルモードが500面以上収録。